# My Bloody Valentine
My Bloody Valentine je kultni irski shoegaze/dream pop/noise pop sastav. Počeli su karijeru u 80-ima, no njihov prvi album, This Is Your Bloody Valentine iz 1985., prošao je prilično nezapaženo. Nije se dalo naslutiti kako će upravo taj, tada još obični post punk sastav, zapravo udariti temelje cijeloj novoj glazbenoj sceni i pokretu. Tri godine kasnije izdaju drugi album, Isn't Anything, na kojem su razvili svoj poseban zvuk. Iako je već taj album bio odličan, pravim biserom u karijeri My Bloody Valentine smatra se treći, ujedno i posljednji album, Loveless iz 1991.

## Diskografija

### Albumi
- Isn't Anything (1988.)
- Loveless (1991.)
- m b v (2013.)

### Single/EP
1985. This Is Your Bloody Valentine

1986. Geek [EP]

1986. The New Record by My Bloody Valentine

1987. Ecstasy

1987. Strawberry Wine [EP]

1987. Sunny Sundae Smile

1988. Feed Me with Your Kiss

1988. You Made Me Realise [Creation]

1988. You Made Me Realise [Mercury]

1990. Glider [EP]

1991. Tremolo